# Pachydactylus caraculicus
Espèce
Pachydactylus caraculicus est une espèce de geckos de la famille des Gekkonidae.

## Répartition
Cette espèce se rencontre dans le nord de la Namibie et dans le sud de l'Angola.

## Publication originale
- FitzSimons, 1959 : Some new reptiles from southern Africa and southern Angola. Annals of the Transvaal Museum, vol. 23, n. 4, p. 405-409 (texte intégral).